# زوندا (خوراک)

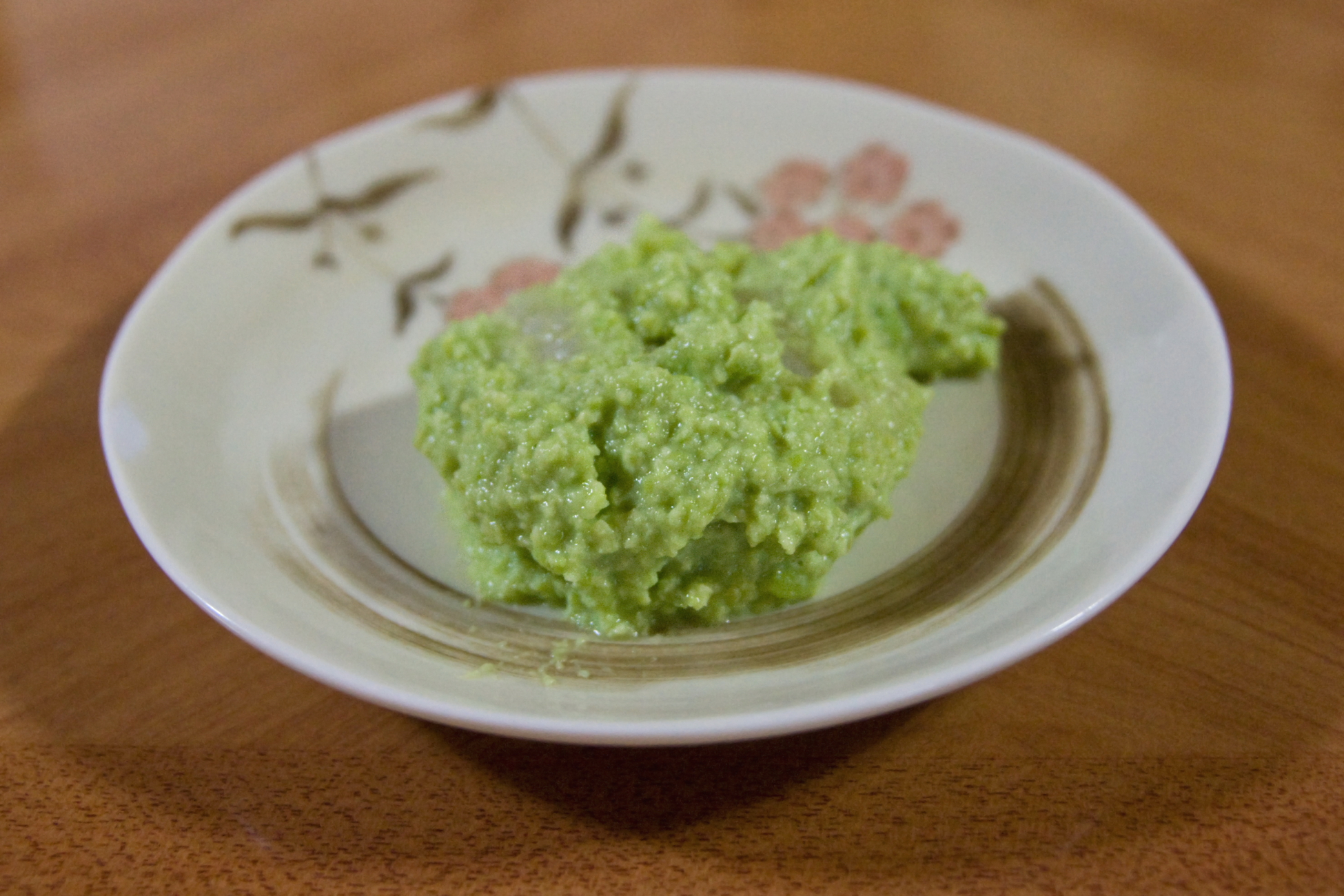
زوندا

زوندا (به ژاپنی: ずんだ Zunda) یک نوع خمیر به رنگ سبز است که از له کردن ادامامه (سویای نارس پخته شده) یا باقلای پخته شده به دست می‌آید. زوندا در تهیه واگاشی یا شیرینی سنتی ژاپنی به کار برده می‌شود.